# (31760) 1999 JG101
1999 JG101 (asteroide 31760) é um asteroide da cintura principal. Possui uma excentricidade de 0.13825310 e uma inclinação de 13.51589º.
Este asteroide foi descoberto no dia 12 de maio de 1999 por LINEAR em Socorro.